# Zubaida bint Dschaʿfar
Umm Dschaʿfar Zubaida bint Dschaʿfar ibn al-Mansūr (arabisch أم جعفر زبيدة بنت جعفر بن المنصور, DMG Umm Ǧaʿfar Zubaida bint Ǧaʿfar ibn al-Manṣūr; † 10. Juli 831) war die Enkelin des Abbasidenkalifen al-Mansūr und Cousine Hārūn ar-Raschīds, der sie 781 heiratete. 787 gebar sie den späteren Kalifen al-Amīn, der ar-Raschīd nachfolgte.

## Leben
Berühmt wurde Zubaida aufgrund ihrer Spenden an die Ulama und Armen, des von ihr angelegten Aquädukts ʿAin al-Muschāsch, das Mekka mit Wasser versorgte, sowie der von ihr gestifteten Wasserversorgungseinrichtungen auf der Pilgerroute aus dem Irak nach Mekka und Medina. Diese Versorgungseinrichtungen werden heute Darb Zubaida genannt und sollen nach Wille der saudischen Regierung zum UNESCO-Weltkulturerbe werden.

## Zubaida als literarische Figur
Zubaida tritt in den Geschichten aus Tausendundeiner Nacht als literarische Figur mehrfach auf, darunter in:
- Harun al-Raschid und Zubaida im Bade[4] (ANE 111)
- Vom Qadi Abu Yusuf und der Herrin Zubaida[5] (ANE 119)
- Die Sklavin Sitt al-Milah und Nur al-Din[6][7] (ANE 341)